# Tuez-les tous... et revenez seul !
Pour plus de détails, voir Fiche technique et Distribution.
Tuez-les tous... et revenez seul ! (en italien : « Ammazzali tutti e torna solo ») est un western spaghetti italo-espagnol réalisé et coécrit par Enzo G. Castellari, sorti en 1968 au cinéma.

## Synopsis
Lors de la guerre de Sécession, le commandement sudiste confie à sept mercenaires la tâche de s'emparer d'un chargement d'or de l'Union, destiné à payer des armes et caché dans une mine où est entreposé un dépôt de munitions. Avec à sa tête Clyde, le commando déjoue les lignes ennemies, réussit à pénétrer dans la poudrière et à s'emparer du précieux butin. Clyde décide alors de se l'approprier et s'enfuit. Retrouvé par ses acolytes, une lutte impitoyable pour la possession de l'or s'engage alors, à laquelle participe Lynch, un capitaine traître sudiste du contre espionnage, passé à l'ennemi.

## Fiche technique
- Titre : Tuez-les tous... et revenez seul !
- Titre original italien : Ammazzali tutti e torna solo
- Titre original espagnol : Matalos y vuelve[1]
- Réalisation : Enzo G. Castellari
- Scénario : Tito Carpi • Enzo G. Castellari • Francesco Scardamaglia • Joaquín Romero Hernández
- Musique : Francesco De Masi
- Directeur de la photographie : Alejandro Ulloa
- Montage : Tatiana Casini Morigi
- Décors : Enzo Bulgarelli • Jaime Pérez Cubero
- Costumes : Enzo Bulgarelli
- Production : Anacleto Fontini • Francesco Thellung
- Producteur délégué : Nino Milano
- Sociétés de production : Fida Cinematografica • Centauro Films
- Sociétés de distribution : Astral Films • Fanfare Films • Ízaro Films
- Pays :  Italie et  Espagne
- Genre : Western spaghetti
- Format : Couleur (Technicolor) • 2,35:1 • Mono • 35 mm
- Durée: 100 minutes • 89 minutes pour la version espagnole
- Dates de sortie :
  - Italie : 31 décembre 1968
  - Espagne : 29 septembre 1969
  - France : 15 juillet 1970

## Distribution
- Chuck Connors : Clyde Mac Kay
- Frank Wolff : Capitaine Lynch
- Franco Citti : Hoagy
- Leo Anchóriz : Deker
- Giovanni Cianfriglia : Blade
- Alberto Dell'Acqua : Le Kid
- Hércules Cortés : Bogard
- Antonio Molino Rojo
- Furio Meniconi
- Alfonso Rojas
- Ugo Adinolfi
- John Bartha